# Eva Břízová
Eva Břízová (* 15. května 1942, Líšnice) je bývalá československá lyžařka.

## Lyžařská kariéra
Na IX. ZOH v Innsbrucku 1964 skončila v běhu na lyžích na 5 km na 26. místě, na 10 km na 29. místě a ve štafetě na 3x5 km na 6. místě.